# Amnon violante Tamar
La tarsia Amnon violante Tamar fa parte delle tarsie del coro della basilica di Santa Maria Maggiore i cui disegni preparatori furono eseguiti da Lorenzo Lotto e intarsiati da Giovan Francesco Capoferri. È collocata sul presbiterio nel banco dei religiosi, ala sinistra, quinto stallo. 
Uno studio attento e approfondito delle tarsie e dei disegni preparatori fu realizzato dalla studiosa Francesca Cortesi Bosco e pubblicato nel 1987.

## Storia
La congregazione della Misericordia Maggiore, che amministrava la basilica mariana, e che aveva deciso di completare il presbiterio con un nuovo altare e con il nuovo coro ligneo, il 12 marzo 1524 affidò a Lorenzo Lotto la realizzazione dei disegni per le tarsie.
Il disegno della tavola viene realizzato dal Lotto nel 1525 e realizzata dall'intarsiatore loverese nel 1527 che la terminò con la profilatura nel 1531.

## Descrizione

### Tarsia
L'invenzione o storia racconta l'episodio descritto nel secondo Libro di Samuele, quando la giovane Tamarfiglia del re Davide, ancora vergine, è chiamata a cuocere due tortorelle e aiuta il fratello Amnon, follemente innamorato di lei, a mangiare dalla sua mano. Ma il fratello, la prese con violenza. Dopo l'unione Amnam iniziò a odiarla più di quanto non l'avesse prima amata e ordinò ai servi di buttarla fuori dal palazzo chiudendone poi le porte a chiave. (2Samuele 13,1-18) 
La tarsia è una ricca rappresentazione teatrale sul cui palco si sviluppano le diverse scene ben visibili dal loggiato del palazzo rinascimentale lombarde. Riprendono i progetti dello Zenale, Cesariano e Bernardino Luini.
Il porticato è architravato retto dal colonnato in ordine dorico. Il loggiato ha una balaustra in marmo decorato e fregio metopale. La parte inferiore presenta un cortile con colonne e architravi che aprono la visione su di un arco che collega con l'atrio interno. Lorenzo Lotto fa del palazzo una descrizione minuziosa che fa diventare l'ambiente un palazzo domestico, il palazzo adatto ad ogni famiglia del Cinquecento. La storia viene raccontata in quattro momenti differenti.
Nella prima Amnon confida il suo amore per la vergine sua sorella Tamar all'amico Ionabad. La fanciulla è raffigurata avvolta in un'ampia veste, tipida delle giovani vergini figlie di re, e l'acconciatura composta da grandi trecce. che sta raggiungendo l'androne per salire ai piani superiori dove vi sono le stanze del giovane. Nella scena successiva la giovane sta dando le tortorelle cotte, al ragazzo seduto sul letto che le vuole mangiare dalla sua mano. La scena successiva propone il giovane che con la violenza prende la giovane, e nella quarta Lotto raffigura il Amnon che caccia dal palazzo Tamar dopo aver abusato di lei, perché il suo grande amore, si è trasformato in odio.

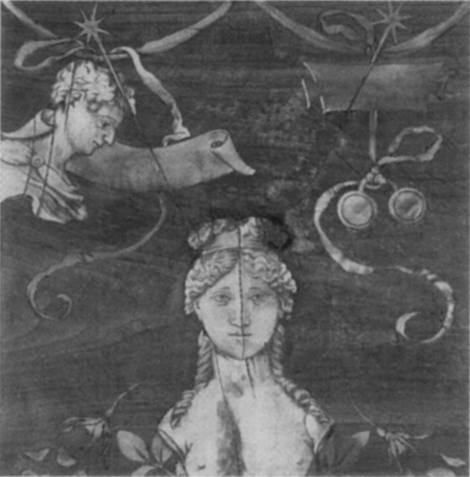
impresa

### Coperto
Il coperto o “picture a claro et obsuro” o impresa, fu realizzato nel disegno preparatore di Lorenzo Lotto del 1527, e presenta in forma simmetrica in primopiano il busto di Venere posto frontalmente. Sicuramente Lotto conosceva bene le costellazioni e i pianeti perché raffigura nella parte alta due stelle sono unite da ai segni dello zodiaco. Dalle stelle partono due nastri. A sinistra vi è raffigurato il volto di un giovane che guarda la dea che raffigura la giovane Tamar.